# Municipio de Jefferson (condado de Ashtabula)
El municipio de Jefferson (en inglés: Jefferson Township) es un municipio ubicado en el condado de Ashtabula en el estado estadounidense de Ohio. En el año 2010 tenía una población de 5252 habitantes y una densidad poblacional de 78,42 personas por km².

## Geografía
El municipio de Jefferson se encuentra ubicado en las coordenadas 41°45′12″N 80°45′39″O / 41.75333, -80.76083. Según la Oficina del Censo de los Estados Unidos, el municipio tiene una superficie total de 66.97 km², de la cual 66,68 km² corresponden a tierra firme y (0,44 %) 0,29 km² es agua.

## Demografía
Según el censo de 2010, había 5252 personas residiendo en el municipio de Jefferson. La densidad de población era de 78,42 hab./km². De los 5252 habitantes, el municipio de Jefferson estaba compuesto por el 97,11 % blancos, el 0,93 % eran afroamericanos, el 0,06 % eran amerindios, el 0,38 % eran asiáticos, el 0,3 % eran de otras razas y el 1,22 % eran de una mezcla de razas. Del total de la población el 1,18 % eran hispanos o latinos de cualquier raza.